# Pillars of Eternity II: Deadfire
Pillars of Eternity II: Deadfire (оригінальна робоча назва Project Louisiana) — це рольова відеогра, створена Obsidian Entertainment під видавництвом Versus Evil. Є продовженням оригінальної гри Pillars of Eternity і черпає натхнення з ігор на рушії Infinity Engine (Baldur's Gate, Icewind Dale, і Planescape: Torment). Гра була успішно профінансована за допомогою краудфандингової кампанії на Fig, зібравши 4 545 395 доларів від 33 614 спонсорів і приватних інвесторів.
Гра була випущена 8 травня 2018 року для Windows, Linux і macOS, через сервіси цифрової дистрибуції Steam, GOG і Humble Bundle. 28 січня 2020 року була випущена на консолях PlayStation 4 і Xbox One. Консольна версія під назвою Pillars of Eternity II: Deadfire — Ultimate Edition включає всі розширення, оновлення та безкоштовні DLC. Вона доступна як у цифровому вигляді, так і фізично через партнерство з видавцем THQ Nordic. Версія для Nintendo Switch була спочатку анонсована в 2018 році, але була остаточно скасована в лютому 2022 року після численних затримок.

## Ігровий процес

внутрішньоігровий інтерфейс: в правому куті ігрова партія і доступні навички та спорядження; в лівому куті ігровий лог; внизу посередині ігрове меню

Гра продовжує сюжет Pillars of Eternity та переносить, як прийняті в оригіналі сюжетні рішення, так і протагоніста.
У серії ігор Pillars of Eternity гравці беруть на себе роль персонажа, яких у ігровому всесвіті називають «Спостерігачами» (The Watcher) — особи, здатної бачити душі і взаємодіяти з ними, переглядати спогади померлих або маніпулювати душами живих — це працює за механікою партійних рольових відеоігор з активною паузою. Подібно до своїх духовних попередників, Baldur's Gate, Icewind Dale і Planescape: Torment — це ізометрична гра, де огляд ведеться з фіксованої точки на 3D-моделі на двовимірних пререндерених фонах.
Нова гра починається зі створення персонажа, причому вибір, який робиться щодо раси, походження, статистики та класу персонажа (окрім зовнішнього вигляду), впливає на те, які вибори можна зробити в діалогах з неігровими персонажами або інтерактивними об'єктами. Кожен клас з одинадцяти доступних отримує переваги від певних характеристик та має набір унікальних здібностей, який можна використовувати в битвах. На відміну від оригінальної Pillars of Eternity, у Deadfire було додано систему мультикласів. Це означає, що персонажі можуть вибирати здібності з двох класів, але отримують доступ до вищих рівнів потужності повільніше та не можуть отримати доступ до здібностей найвищого рівня своїх класів. Персонажі одного класу повністю зосереджені на обраному класі та швидше отримують доступ до вищих рівнів потужності. Клас вибирається тільки під час створення персонажа і, на відміну від завжди доступного перерозподілу здібностей, не може бути зміненим пізніше. Що стосується персонажів-напарників протагоніста, то для них можливо обрати з трьох варіантів прописаних розробниками, наприклад, персонажа Едера можна розвивати як Воїна/Розбійника, Воїна/Варвара або залишити чистим Воїном, як в оригіналі.
На додаток до різних класів, персонаж може використовувати допрацьовану, порівняно з оригіналом, систему навичок, котрих у Deadfire значно побільшало — сім активних і дев'ять пасивних (в цілому п'ять в оригіналі) — які надають бонуси в різних ситуаціях і відкривають додаткові варіанти розвитку подій у квестах. В цілому, ігрова механіка має деякі схожості з Dungeons & Dragons, але є власною системою, створеною командою Obsidian.
Дослідження ігрового світу передбачає відвідування локацій по мірі їх відкриття, більшість з яких закрита туманом війни. У грі представлена розгалужена система квестів з різноманітними розв'язками і фіналами. Окрім основної сюжетної лінії квестів, гравці мають можливість виконувати побічні квестові лінійки, тим самим поглиблюючи знання ігрового всесвіту та його історії. Гравці можуть створити групу до п'яти персонажів включно з протагоністом. Кожен компаньйон зі своєю особистою передісторією та квестовою лінійкою, а також унікальним характером та зовнішністю. Протягом гри гравці будують репутацію у різних фракціях, залежно від рішень, які вони приймають під час розмов і виконання квестів. Неігрові персонажі різних фракції реагуватимуть на протагоніста залежно від його репутації у даній фракції.
На самому початку гри протагоніст отримує свій корабель, який не тільки виконує роль бази для його команди, а ще й є єдиним засобом у новій системі морських боїв. Гравці можуть поліпшувати свій корабель шляхом найму нових членів команди та придбання нового спорядження для нього. Корабельний бій — суть плавання між островами архіпелагу. Незалежно від ворожої фракції, гравцям доведеться протистояти ворожим кораблям у битві у відкритому морі та перемагати їх для отримання досвіду та прибутку. Після досягнення певного сюжетного відрізку протагоністу стає доступне придбання інших видів кораблів з різними характеристиками.

## Сетинг
Pillars of Eternity II: Deadfire є прямим продовженням своєї попередниці Pillars of Eternity.
Еотас (Eothas) повернувся. Бог світла й відродження вважався мертвим, але тепер він вселився в адрового титана, який тисячоліттями чекав під вашою фортецею, Каед Нуа (Caed Nua). Прориваючи собі дорогу з-під землі, він зруйнував ваш дім і залишив вас на межі смерті, забравши із собою частину вашої душі. Щоб врятувати свою душу, ви повинні вистежити бога і знайти відповіді — відповіді, які можуть кинути смертних і самих богів у безодню хаосу.
Ваше полювання приведе вас на архіпелаг Дедфайр (Deadfire). Розташований ще далі на схід, ніж знайомі нам колонії східного регіону, Дедфайр складається з сотень островів, що охоплюють тисячі миль — від пишних тропіків до безплідних пустель. Деякі з цих земель ніколи не були нанесені на мапу, а деякі заселені місцевими мешканцями з багатою стародавньою культурою, яка в цей момент бореться з новою хвилею колоніальних поселенців.

## Розробка
Гра була розроблена Obsidian Entertainment, творцями оригінальної Pillars of Eternity, під видавництвом Versus Evil та часткового профінансована краудфандинговою платформою Fig.
У травні 2016 року генеральний директор Obsidian Фергус Уркхарт оголосив, що продовження успішної Pillars of Eternity знаходиться на ранній стадії розробки, проте жодних деталей щодо дати виходу названо не було. 19 січня 2017 року на сайті Obsidian з'явився перший тизер до секретного на той час проєкту, під кодовою назвою Project Louisiana, що породило серед ігрової спільноти безліч чуток та домислів про можливі анонси від Obsidian, включаючи проєкти з серії Fallout та Neverwinter. Проте не обійшлося і без скандалів, одне з всесвітньо відомих видань Polygon порушило інформаційне ембарго і зіпсувало всю інтригу від розробників. 26 січня 2017 року таємницю тизеру було розкрито і анонсовано продовження Pillars of Eternity, разом із одночасним відкриттям краудфандингової кампанії на її фінансування.
Як і для попереднього проєкту, для збору коштів, було вирішено використати краудфандингову платформу Fig. Кампанію було запущено 26 січня 2017 року з метою зібрати 1,1 мільйона доларів. Мета була досягнута менш ніж за 23 години, і до кінця кампанії було зібрано 4,4 мільйона доларів, що перевищило початкові цілі більш ніж у 400 відсотків, зробивши Deadfire найбільш фінансованою на будь-якій краудфандинговій платформі відеогрою. Гру планували випустити 3 квітня 2018 року, але перенесли цю дату на місяць вперед, щоб за словами представника компанії: «відшліфувати та завершити гру».
Чеський розробник Grip Digital став субпідрядником для розробки порту на консолях Nintendo Switch, PlayStation 4 і Xbox One. Основною метою цього була адаптація інтерфейсу Deadfire, який традиційно базувався на миші, для роботи з сенсорним введенням і геймпадами, а також включав ряд оптимізацій продуктивності апаратного забезпечення. Хоча спочатку роботу планувалося завершити в 4 кварталі 2018 року, проєкту довелося пережити ряд значних затримок. Після випуску The Forgotten Sanctum у грудні 2018 року Obsidian оголосили, що консольна версія буде випущена десь у 2019 році. Однак, зрештою, це було відкладено до 9 грудня 2019 року, коли видавець Versus Evil нарешті оголосив, що гра вийде на PlayStation 4 та Xbox One 28 січня 2020 року, а версія для Nintendo Switch перенесена на невизначену дату. Це сталося майже через 2 роки після оригінальної версії для ПК. В прес-релізі було докладно зазначено, що консольна версія буде поширюватися в цифровому вигляді через Microsoft Store, PlayStation Store і Nintendo eShop, а також фізично через партнерство з видавцем THQ Nordic. Реліз фізичних видань було анонсовано у двох формах: стандартній та Ultimate Collector's Edition, які включали низку бонусів. Як і було оголошено, гра вийшла на консолях 28 січня 2020 року. На жаль, в лютому 2022 року Versus Evil у своєму офіційному Discord оголосив про скасування версії для Nintendo Switch.

## Випуск

Колекційне видання Pillars of Eternity II: Deadfire

Гра була випущена на платформах Microsoft Windows, Linux і macOS 8 травня 2018 року. Спочатку планувалося також випустити і версії для платформ Nintendo Switch, PlayStation 4 і Xbox One, але через деякі затримки під час виробництва, на консолях гра вийшла тільки через два роки після релізу на ПК, 28 січня 2020 року. На ПК, Mac і Linux можна було придбати три різні версії гри — Digital Standard, Deluxe і Obsidian Edition. Ці видання доступні лише в Humble Bundle, Steam і GOG і містять додатковий цифровий внутрішньоігровий вміст на додаток до базової гри. Всі доповнення можна придбати окремо або всі разом у сезонному абонементі.
На консолях випуск об'єднано в єдине Ultimate Edition, що включає в себе базову гру та її розширення до патча 5.0, але без цифрового бонусного вмісту за передзамовлення. Також було випущено фізичне Ultimate Collector's Edition, яке містить кілька фізичних бонусів, які раніше були доступні лише під час краудфандингової кампанії:
◇ Ігрова фігурка
◇ Тематичний брелок
◇ Металічний стікер

## Завантажувальні доповнення
Для Deadfire доступно кілька безкоштовних завантажувальних доповнень та три платні розширення. Перші додають до гри нові предмети, персонажів та косметичні варіанти зовнішнього вигляду, тоді як другі забезпечують більшу різноманітність ігрового всесвіту, розширення історії та ігрового процесу.
Безкоштовні доповнення
- Explorer's Pack — випущено 8 травня 2018 року разом із випуском гри. Він входить до складу Deluxe і Obsidian видань гри, а також доступний як окрема покупка на платформах Steam та GOG. До набору входять: саундтрек Pillars of Eternity II: Deadfire; набір внутрішньоігрових предметів; домашній улюбленець протагоніста — порося Космо (Cosmo, the Space Pig); цифровий Р&P гайд для настільної гри на основі Deadfire, розроблений Джошем Сойєром; цифрова HD мапа ігрового світу; 2-й том цифрового артбука (прим. авт. — 1-й том був випущений з виходом оригінальної Pillars of Eternity) по ігровому всесвіту Deadfire, випущений за участі Dark Horse Comics.[48]
- The Captain's Footlocker — випущено 9 травня 2018 року разом із виходом гри. Це пакет внутрішньоігрових предметів, доступний для спонсорів краудфандингової кампанії і гравців, оформивших передзамовлення.[49]
- Critical Role Pack — випущено 9 травня 2018 року разом із виходом гри. Перше безкоштовне доповнення, містить нові портрети персонажів і голоси акторів з веб-серіалу Critical Role. Доступний на всіх ігрових платформах.[50]
- Rum Runner's Pack — випущено 25 травня 2018 року. Додає компаньйона Мірке (Mirke), кілька нових алкогольних напоїв і новий «П'яний» характер для створення протагоніста. Доступний на всіх ігрових платформах.[51]
- Beard and Hair Pack — випущено 8 червня 2018 року. Додає сім нових зачісок і борід, а також новий «Енергійний» характер для створення протагоніста. Доступний на всіх ігрових платформах.[52]
- Scalawags Pack — випущено 22 червня 2018 року. Додає кілька оновлень для корабля, трьох нових членів екіпажу та новий «Жорстокий» характер для створення персонажа. Доступний на всіх ігрових платформах.[53]
- Deck of Many Things Pack — випущено 2 серпня 2018 року разом із Beast of Winter. Додає корабель «Палуба безлічі дрібниць» (The Deck of Many Things) і його різношерсту команду торговців унікальними внутрішньоігровими речами.[54]
- Mega Boss Battles — колекція потужних супротивників, яка випускалася безкоштовно починаючи з 26 вересня 2018 року між релізом Seeker, Slayer, Survivor і The Forgotten Sanctum. Кожен патч додавав до гри унікального та потужного Мегабоса і унікальні внутрішньоігрові предмети у нагороду за перемогу над ними.[55]
- Pillars of Eternity Owner's Bonus — Надається всім власникам Pillars of Eternity, додає унікальний перстень до інвентарю гравців у новій грі.
- Scavenger Hunt — Рекламний захід на вебсайті Obsidian. Передбачено пошук 55 кодів, прихованих у промо-матеріалах до релізу гри, щоб розблокувати внутрішньоігрові предмети та спеціальні нагороди.[56][57]

Платні розширення

всі патчі та завантажувальний контент, випущені розробниками під час випуску та підтримки гри

- Beast of Winter — перше завантажуване розширення для Pillars of Eternity II: Deadfire, випущене 2 серпня 2018 року.[58] Превью доповнення було заздалегідь доступне гравцям, які брали участь у краудфандиноговій кампанії до виходу гри ще 18 липня 2018 року.[59] Доповнення додає до основної гри нову ігрову область з власною лінійкою квестів та компаньйона Ватніра (Vatnir), який може вступити до команди протагоніста. Також була розширена участь деяких вже присутніх у грі напарників, додавши їм нових діалогів у основній кампанії. Одночасно із розширенням був випущений патч, що додавав безкоштовне доповнення Deck of Many Things, що було доступно незалежно від наявності встановленого Beast of Winter, а також додано нові ігрові випробування для всіх гравців.[60]
- Seeker, Slayer, Survivor — друге завантажуване розширення для Pillars of Eternity II: Deadfire, випущене 26 вересня 2018 року. Дія відбувається на раніше невідкритому острові Казуварі (Kazuwari) і націлене на випробування бойової майстерності та тактичних навичок гравців. Протагоністу стає відкрита стародавня арена, у боях на якій гравці можуть випробувати себе у спеціально створених незвичних і важких умовах. Разом із доповненням був випущений патч 3.0, який вніс ряд змін і доповнень до основної гри.[61]
- The Forgotten Sanctum — третє завантажувальне розширення для Pillars of Eternity II: Deadfire, випущене 13 грудня 2018 року. Додає до основної гри величезне підземелля під Залою Невидимого (Hall of the Unseen) на Чорних Островах (The Black Isles), яке є основним місцем дії доповнення та його тезкою, а також додає нову лінійку квестів і розширює історії деяких персонажів основної гри. Як і з попередніми доповненнями, одночасно з The Forgotten Sanctum було випущено великий патч, що вносить ряд значних змін у ігровий процес основної гри.[62] Зокрема було додано механіку покрокового бою, що корінним образом змінює ігровий процес.[63]

## Оцінки і відгуки
| Агрегатор  | Оцінка |
| ---------- | ------ |
| Metacritic | 88/100 |

| Видання                    | Оцінка        |
| -------------------------- | ------------- |
| Eurogamer                  | Рекомендовано |
| GameSpot                   | 8/10          |
| IGN                        | 8.5/10        |
| PC Gamer (Велика Британія) | 88/100        |
| The Guardian               | [ 69 ]        |

Pillars of Eternity II: Deadfire отримала схвальні відгуки від преси та ігрової спільноти, середня оцінка на Metacritic складає 88 балів. Рецензенти з GameSpot оцінили розширений, порівняно з оригінальною Pillars of Eternity, масштаб та різноманітність ігрового всесвіту гри: «Deadfire, це не маленька гра, і вона легко перевершує свою попередницю з точки зору масштабу. Є чим зайнятися, і зараз легше, ніж будь-коли, заблукати в маленьких історіях, […] які гра спеціально розробила для вас. Тим не менш, варто не поспішати. Багатствам Deadfire потрібен деякий час, щоб очарувати вас, і, подібно до моряків, які називають ці острови своїм домом, ці незабутні спогади зачарують і залишаться з вами, коли настане час прощатися». Журналістам IGN припала до душі увага розробників до персонажів і їхніх історій: «Pillars of Eternity II: Deadfire покращує формулу Pillars of Eternity майже в усіх відношеннях, створюючи рольову гру, наповнену сильними боями та важливими виборами, що загартовують персонажів та часто впливають на численні та глибокі сюжетні пригоди. Плавання між різноманітними островами освіжає, хоча неминучі та повторювані морські зіткнення дещо втомлюють. Від довгого списку покращень, вражаючої уваги до компаньйонів та їхніх стосунків і дивовижної прихильності до захоплюючої оповіді, це продовження робить сильний крок вперед у порівнянні зі своїм попередником і відкриває захоплюючі можливості для розвитку жанру». Рецензенти PC Gamer називають Deadfire «масштабною, щедрою рольовою грою з багатим сценарієм, добре реалізованим сеттингом і глибокими тактичними боями».
Підсумовуючи, The Guardian хвалить деталізований всесвіт гри: «Deadfire — це цікава пригода, яка захопить усіх, хто має слабкість до цього жанру. Тут є впевнено розказана історія, а бій і розвиток персонажа такі ж веселі, як і в оригіналі, але легші для розуміння. […] Плавання звільняє вас від необхідності слідувати встановленим шляхом, і більшість зустрічей у цьому неймовірно гігантському світі написані майстерно».

## Нагороди
| Рік  | Нагорода                        | Категорія                                    | Результат | Примітки |
| ---- | ------------------------------- | -------------------------------------------- | --------- | -------- |
| 2018 | Golden Joystick Awards          | «Найкращий сценарій»                         | Номінація | [ 70 ]   |
| 2018 | Golden Joystick Awards          | «Гра року на ПК»                             | Номінація | [ 71 ]   |
| 2018 | The Game Awards                 | «Краща рольова відеогра»                     | Номінація | [ 72 ]   |
| 2018 | Gamers' Choice Awards           | «Краща рольова гра: вибір фанів»             | Номінація | [ 73 ]   |
| 2018 | D.I.C.E. Awards                 | «Краща рольова відеогра»                     | Номінація | [ 74 ]   |
| 2018 | Writers Guild of America Awards | «Видатні досягнення в сценарії до відеоігор» | Номінація | [ 75 ]   |
| 2018 | GLAAD Media Awards              | «Видатна відеогра»                           | Номінація | [ 76 ]   |
| 2018 | Webby Awards                    | «Краща пригодницька гра»                     | Номінація | [ 77 ]   |
| 2018 | Webby Awards                    | «Найкращий сценарій»                         | Номінація | [ 77 ]   |
| 2018 | IGN                             | «Краща рольова відеогра»                     | Номінація | [ 78 ]   |
| 2018 | PC Gamer                        | «Краща рольова відеогра»                     | Перемога  | [ 79 ]   |
| 2018 | Unity Awards                    | «Краща відеогра»                             | Перемога  | [ 80 ]   |
| 2018 | Unity Awards                    | «Золотий Куб» (головна винагорода)           | Перемога  | [ 80 ]   |